# Alconera
Alconera es un municipio español, perteneciente a la provincia de Badajoz (comunidad autónoma de Extremadura). Su población en 2016 era de 756 habitantes según el INE. Su población en el año 2021 es de 744 habitantes según el INE.

## Situación
Se sitúa en las inmediaciones de Zafra, en dirección a Burguillos del Cerro. Pertenece a la comarca de Zafra - Río Bodión y al Partido judicial de Zafra.

## Historia
A la caída del Antiguo Régimen La Alconera se constituye en municipio constitucional en la región de Extremadura. Desde 1834 quedó integrado en el Partido judicial de Zafra. En el censo de 1842 contaba con 168 hogares y 650 vecinos.
En la primera mitad del siglo XX el ferrocarril llegó a la zona con la inauguración de la línea Zafra-Jerez de los Caballeros, que entró en servicio en 1936. En el municipio se llegó a levantar una estación propia. Este trazado estaba previsto que llegase hasta Villanueva del Fresno y que finalmente enlazara con la red ferroviaria portuguesa, pero esta posibilidad nunca se materializó. En la actualidad el tráfico de la línea se limita a trenes de mercancías.

## Demografía
Alconera cuenta con una población de 756 habitantes (INE 2024).
| Gráfica de evolución demográfica de Alconera entre 1842 y 2021                                                        |
| |
| Población de derecho según los censos de población del INE. Población de hecho según los censos de población del INE. |

## Economía
Sus principales actividades económicas son la agricultura y la extracción de piedra natural, sobre todo granito.  aunque no se extrae en el término municipal de alconera. Antiguamente se dedicaba también a la extracción y elaboración de mármol.
Parte de su economía también se basa en la nueva fábrica de cemento que supone un gran impacto positivo en el bienestar económico del pueblo. Tiene empleado a un gran número de personas y es la empresa más importante de la comarca.

## Patrimonio
Iglesia parroquial católica de San Pedro Apóstol, en la Archidiócesis de Mérida-Badajoz.

## Fiestas
El patrón del pueblo es San Pedro de Verona, cuya festividad se celebra el 29 de abril.  El santo está coronado con un cuchillo, pues, al parecer, fue ese tipo de arma la que le provocó la muerte.
Según se cuenta en su biografía, Pedro Mártir de Verona fue un fraile dominico que vivió en el siglo XIII, y que fue nombrado por el papa como Inquisidor General de Milán. Confundió de tal modo a los herejes con sus predicaciones, que terminó siendo asesinado en un camino por un sicario que le hundió un cuchillo en el cráneo y le clavó una espada en el pecho. Antes de morir el santo alcanzó a escribir en el suelo "Credo in Deum" con su sangre.
El día de su festividad se práctica una especie de paso militar en su honor formado por tres jóvenes del pueblo, siendo una tradición altamente arraigada. Este paso genera gran emoción entre sus vecinos, ya que es la manera de venerar al Santo Patrón.

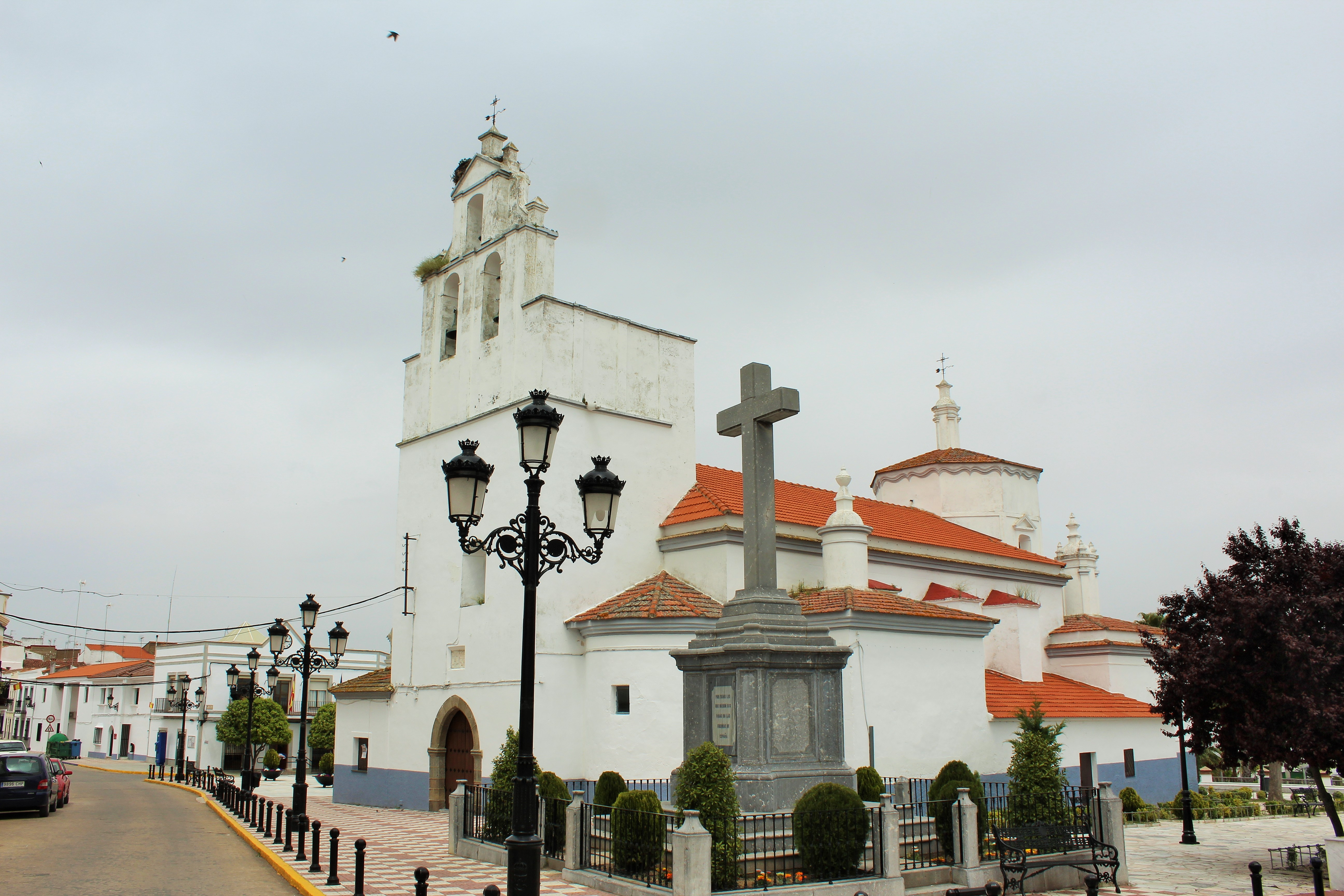
Iglesia parroquial de san Pedro Apóstol.
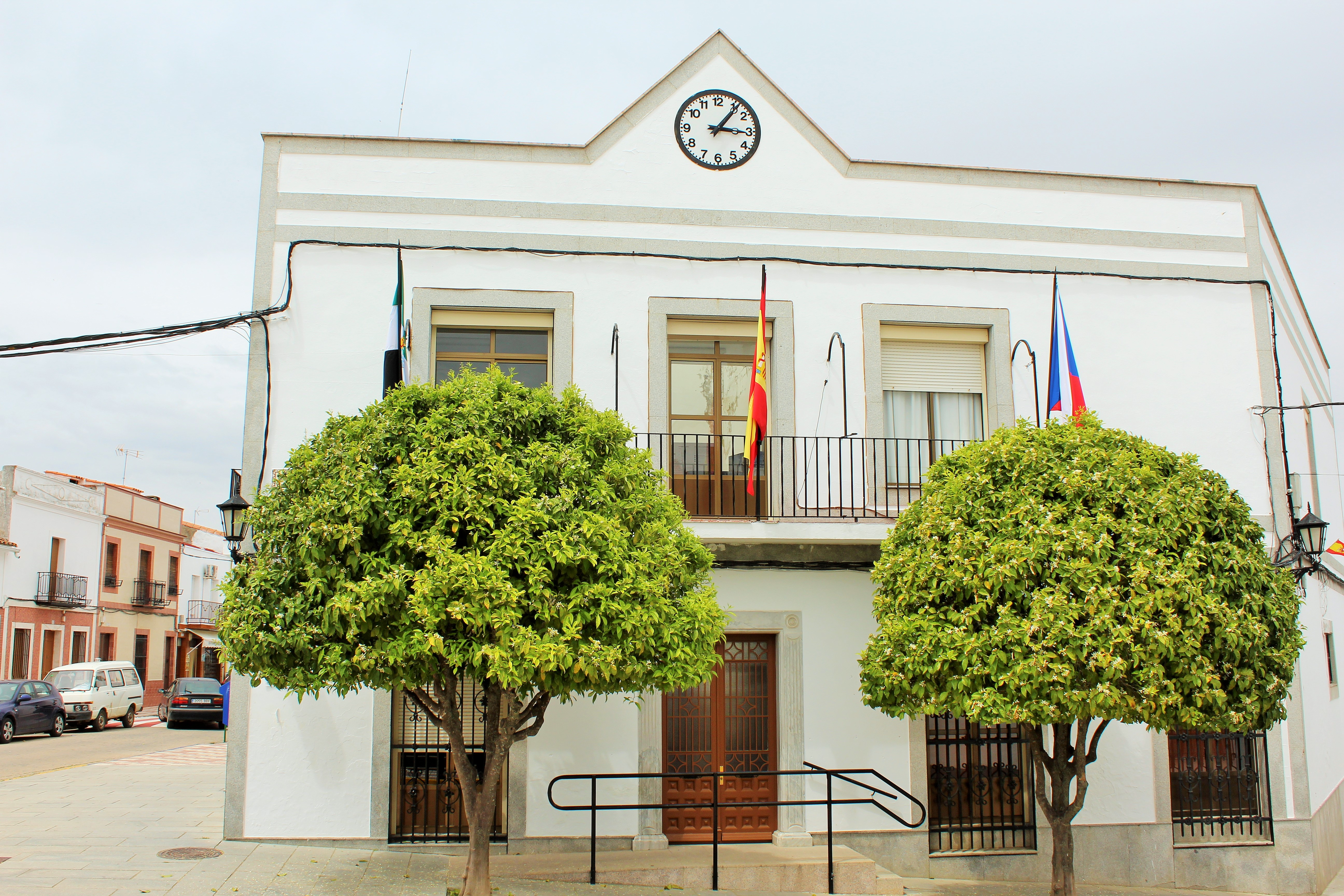
Ayuntamiento.
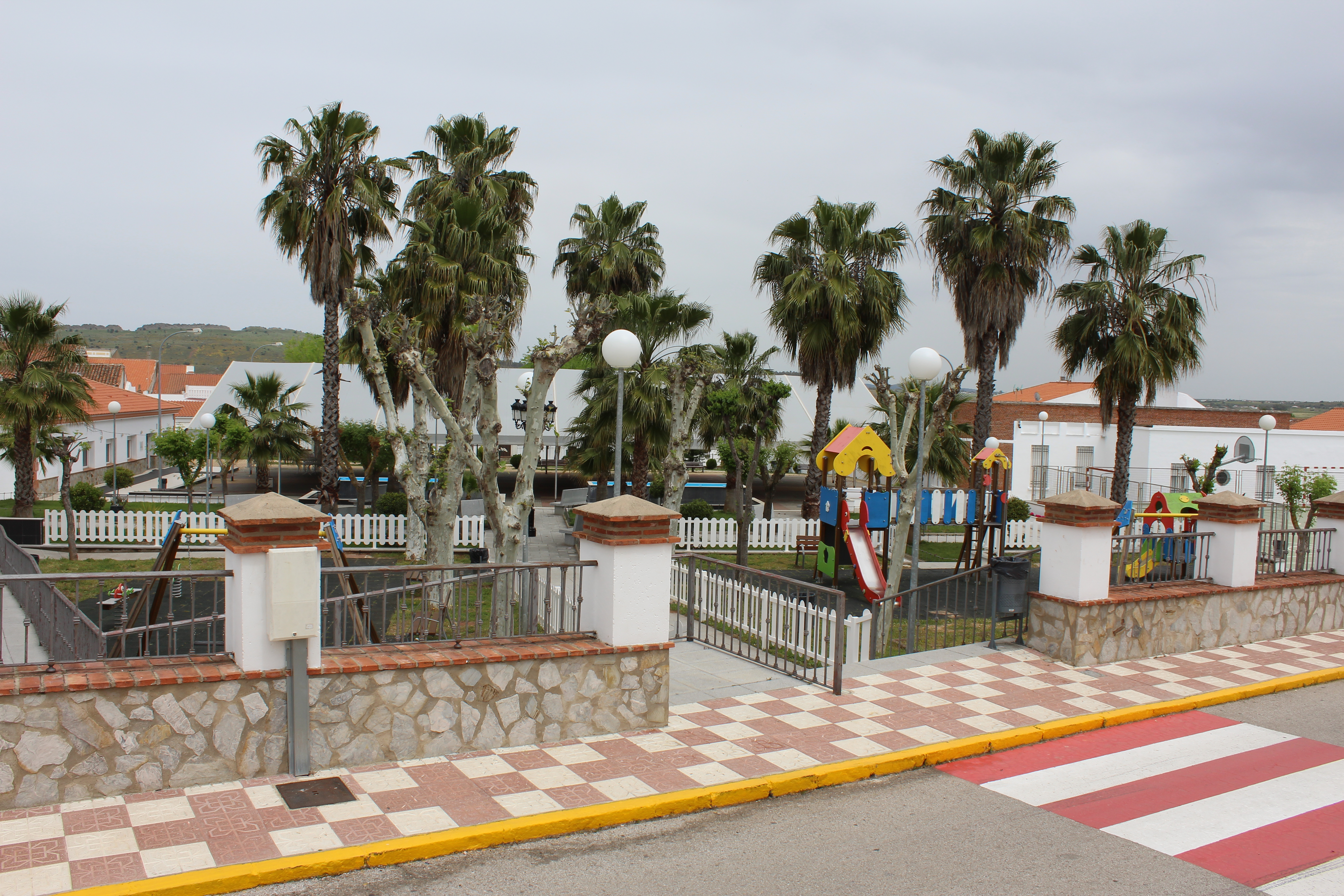
Parque municipal.
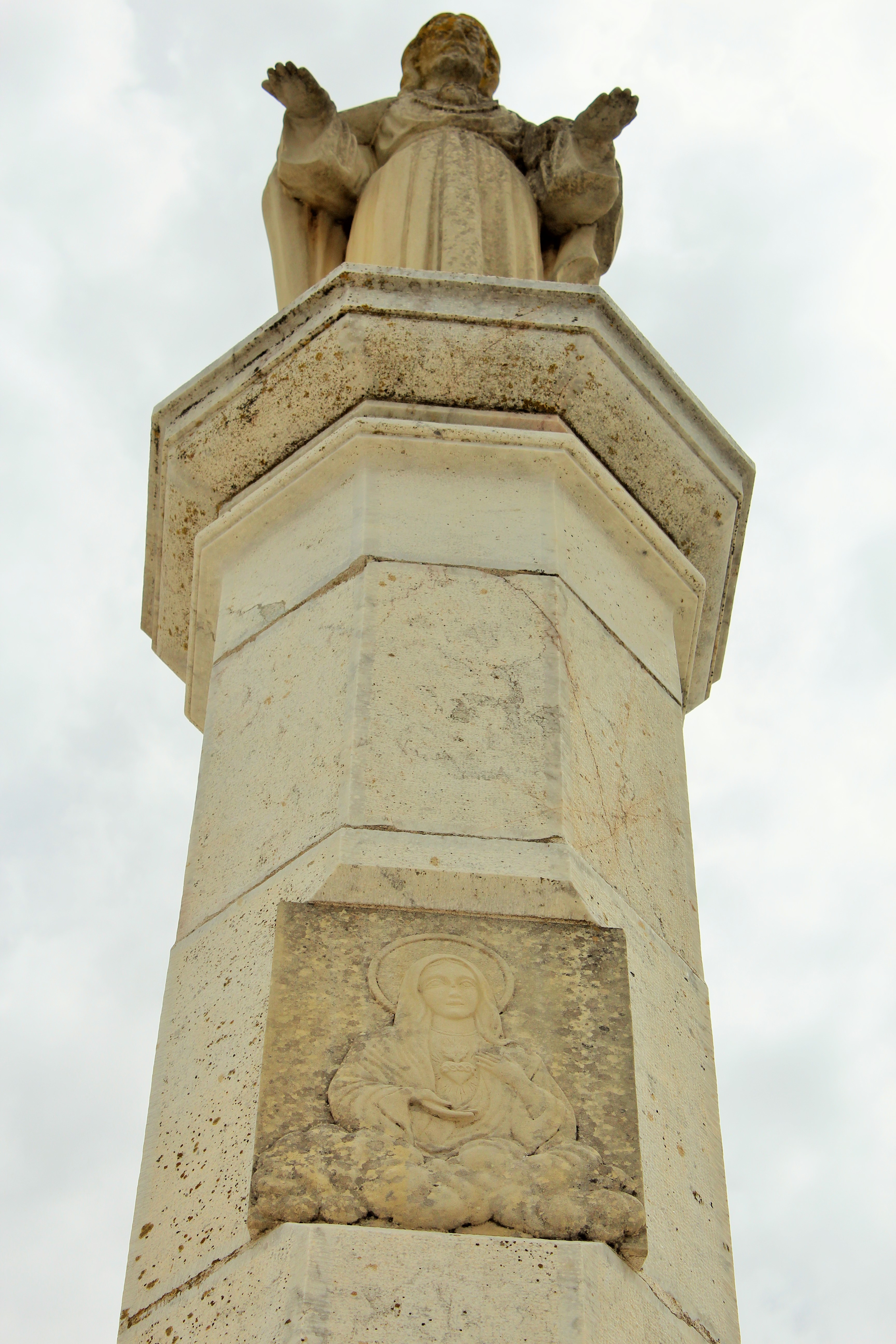
San Pedro de Verona, patrono de Alconera sobre una columna.
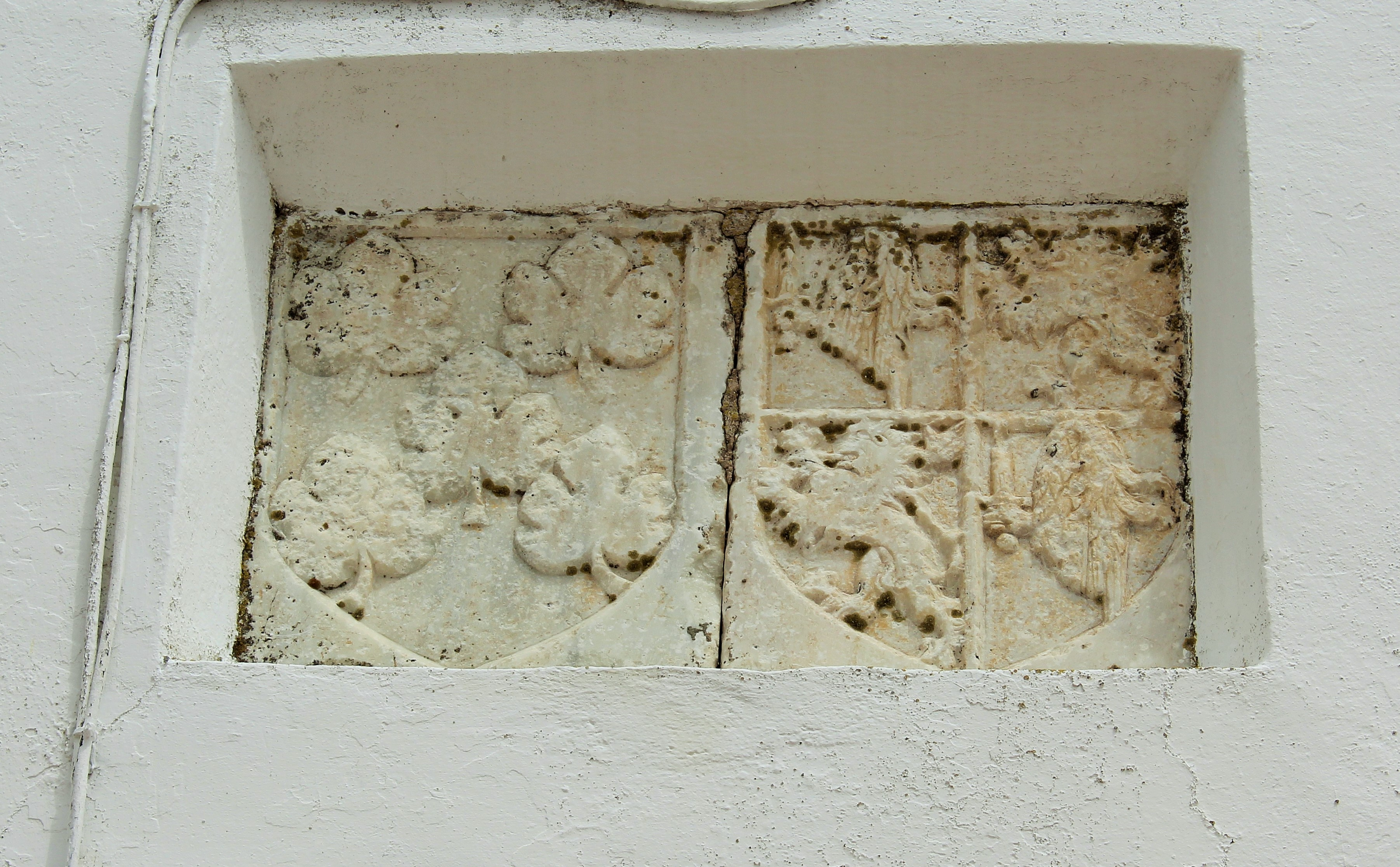
Dos escudos sobre la puerta de la iglesia parroquial.